# Бет-Лапатский собор

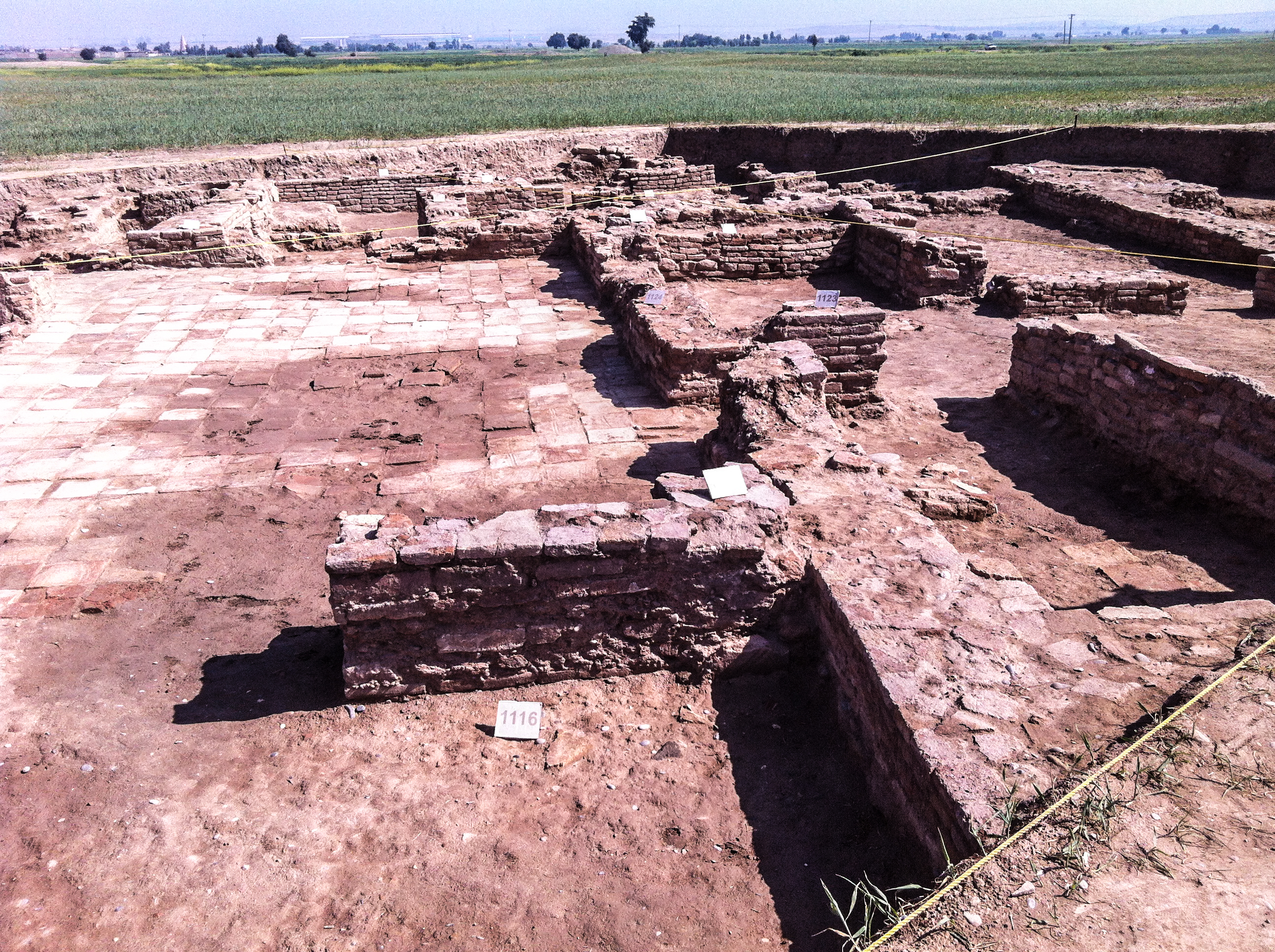
Археологические раскопки древнего города Бет Лапат

Бет-Лапатский собор — поместный собор Церкви Востока, созванный в 484 году митрополитом Нисибина Бар Саумой, в персидском городе Бет Лапат (Bēth Lapaṭ).

## Исторический очерк
В соборе приняли участие соратники Бар Саумы по Эдесской богословской школе. Акты собора не сохранились, однако отрывочные данные из других источников позволяют предположить, что на соборе был разрешён брак епископам, низложен противник Бар Саумы католикос Бабуй (457—484) и утверждены догматические определения Феодора Мопсуестийского. Поскольку ни канонические, ни догматические решения этого собора не сохранились, его результаты стали предметом различных предположений среди исследователей.
Собор 484 года не был признан всей Церковью Востока, и уже в следующем году его решения были отменены. Единство церкви было восстановлено на соборе 486 года в Селевкии-Ктесифоне. В исследованиях церковных историков XX века Бет-Лапатский собор зачастую рассматривался как собор, на котором Церковью Востока было официально принято «несторианское» вероучение. Однако это мнение подверглось критике со стороны современных ученых, которые доказали, что богословские труды Нестория, осуждённого на Эфесском соборе 431 года, не были знакомы в Церкви Востока и не были переведены на сирийский язык до VI века.